# Tiếng Samre
Tiếng Samre (/samɣeː/) là một ngôn ngữ Pear sắp biến mất hiện nay. Tuy chắc chắn đã biến mất ở Campuchia, một thống kê năm 1998 cho thấy có 20–30 người nói ở xã Nonsi, huyện Bo Rai, tỉnh Trat, Thái Lan. Ước tính số người nói được ngôn ngữ này ở mức độ nào đó là 200.

## Ngữ âm
Hệ thống ngữ âm tiếng Samre khá điển hình với một ngôn ngữ Môn-Khmer, song, giống các ngôn ngữ Pear khác, cũng cho thấy những ảnh hưởng từ tiếng Khmer trung đại. Tiếng Samre có một hệ thống thanh điệu đang phát triển, do ảnh hưởng của tiếng Thái. Như nhiều ngôn ngữ Nam Á, nguyên âm tiếng Samre có thể dài hay ngắn.

### Ngữ âm
Tiếng Samre có 21 âm vị phụ âm ([ɹ] và [ɰ] là tha âm của /ɣ/).
|          |           | Môi | Chân răng | Chân răng | Vòm | Ngạc mềm | Thanh hầu |
| -------- | --------- | --- | --------- | --------- | --- | -------- | --------- |
| Tắc      | bật hơi   | pʰ  | tʰ        | tʰ        | cʰ  | kʰ       |           |
| Tắc      | vô thanh  | p   | t         | t         | c   | k        | ʔ         |
| Tắc      | hữu thanh | b   | d         | d         |     |          |           |
| Mũi      | hữu thanh | m   | n         | n         | ɲ   | ŋ        |           |
| Xát      | vô thanh  |     | s         | s         |     |          | h         |
| Xát      | hữu thanh |     |           |           |     | ɣ        |           |
| Tiếp cận | hữu thanh | w   | l         | [ɹ]       | j   | [ɰ]      |           |

Âm xát ngạc mềm hữu thanh [ɣ] có thể được thay thế tự do với âm tiếp cận chân răng hữu thanh, [ɹ], trừ khi theo sau /a/ hay /aː/ ở cuối từ, khi đó nó được phát âm là [ɰ], tức âm tiếp cận ngạc mềm hữu thanh. Cách phát âm [ɣ] hay bắt gặp hơn ở những người Samre lớn tuổi. Người nói tiếng Samre thường cho rằng [ɣ] khá "thô" và thường dùng [ɹ] khi muốn lời nói "mềm mại". [ɣ] ít gặp ở người trẻ hay người nói kém thành thạo - những người thường chọn phát âm [ɹ] hoặc thay nó bằng âm vỗ /r/ do ảnh hưởng của tiếng Thái.

### Nguyên âm
Tiếng Samre có 9 nguyên âm đơn, phân ra thành nguyên âm ngắn và dài, gấp đôi thành 18 âm vị nguyên âm. Có ba nguyên âm đôi: /iə/, /ɨə/, và /uə/. Hệ thống nguyên âm đơn:
|          | Trước | Trước | Giữa | Giữa | Sau | Sau  |
| ngắn     | dài   | ngắn  | dài  | ngắn | dài |      |
| -------- | ----- | ----- | ---- | ---- | --- | ---- |
| Đóng     | /i/   | /iː/  | /ɨ/  | /ɨː/ | /u/ | /uː/ |
| Nửa đóng | /e/   | /eː/  | /ə/  | /əː/ | /o/ | /oː/ |
| Nửa mở   | /ɛ/   | /ɛː/  |      |      | /ɔ/ | /ɔː/ |
| Mở       |       |       | /a/  | /aː/ |     |      |